# Wesmaelius conspurcatus
Wesmaelius conspurcatus är en insektsart som först beskrevs av Mclachlan in Fedchenko 1875.  Wesmaelius conspurcatus ingår i släktet Wesmaelius och familjen florsländor. Inga underarter finns listade i Catalogue of Life.